# Сніг у вересні
«Сніг у вересні» — радянський телефільм 1984 року, знятий режисером Рафаелем Гаспарянцем на Північно-Осетинській студії телефільмів.

## Сюжет
За оповіданням Фазіля Іскандера «Заїра». Вчений-історик Сергій приїжджає на батьківщину до Кабардино-Балкарії. Він зустрічає давно їм кохану Заїру, з якою розлучився.

## У ролях
- Олег Вавілов — Сергій Тимурович, історик (озвучив Валерій Рижаков)
- Ліка Кавжарадзе — Заїра (озвучила Анна Каменкова)
- Інна Аленікова — Лариса Юріївна, дружина Сергія
- Грігоре Грігоріу — Заур (озвучив Володимир Ферапонтов)
- Марк Расторгуєв — Василь Маркович (озвучив Олександр Бєлявський)
- Барасбі Мулаєв — дідусь Заїри
- Басір Шибзухов — Аслан
- Анатолій Шихалієв — брат Заїри
- Жанна Хамукова — відпочиваюча
- Г. Соколова — епізод
- Валентин Камергоєв — епізод
- М. Магомедов — епізод
- Залім Вороков — син Сергія та Лариси
- Бачала Урігаєв — Гумар

## Знімальна група
- Режисер — Рафаель Гаспарянц
- Сценарист — Фазіль Іскандер
- Оператор — Михайло Немисський
- Композитор — Олександр Журбін
- Художник — Валентин Вирвіч